# 色糸
「色糸」（いろいと）は、日本の歌手グループ・新選組リアンの4枚目のシングル。2011年6月22日にYOSHIMOTO R and Cから発売された。

## 解説
キャッチコピーは「五本の糸で紡ぐ現在、そして未来」。
前作「愛の唄」から約10ヶ月振り、2011年初のシングルである。CDのみの通常盤とCD+DVDの初回盤の2種形態での発売。はじめて収録曲にタイアップが付かなかった。
「人と人との絆」をテーマにしたミドル・テンポのナンバー。衣装に京友禅を取り入れており、森公平は「和に戻った」、榊原徹士は「新選組リアンの本質のような曲」と語っている。以前からディレクターとして楽曲制作に参加していた元WANDSのギタリスト・安保一生（安保"Suginho"一生）は、本作ではじめて編曲に参加した。
カップリングの「この手」ははじめてメンバー自ら作詞を手掛けた楽曲。2011年からリーダーとなった関義哉は「震災があって、僕たちにも何かできないかと思い」作詞をした、と語っている。
発売日前日の6月21日から7月3日まで、13日連続で計17本の握手会イベントを行った（スケジュールの都合により一部で森が欠席している）。発売日には池袋サンシャインシティにてイベントを行い、約1000人を動員した。
本作発売から2か月後にグループ生みの親でありプロデューサーの島田紳助が芸能界を引退したため、紳助がプロデュース・作詞を担当した新選組リアンの最後のシングルとなった。

## 収録曲

### CD
1. 色糸 （5:01）
作詞：カシアス島田、作曲：松井亮太、編曲：わいお / 安保一生
2. この手 （5:33）
作詞：新選組リアン、作曲：高原兄、編曲：斎藤文護 / 岩室晶子
3. 色糸 -Instrumental-
4. この手 -Instrumental-

### DVD
（初回限定盤のみ）
1. 「色糸」ミュージックビデオ
2. メイキング映像

## 特典
- 新選組リアン オリジナルしおり（初回盤・初回生産分のみ）
- メンバー直筆のメッセージカード（通常盤・初回生産分のみ）
- 全国握手会参加券（初回生産分のみ）